# Brindabellaspis stensioi
Brindabellaspis — рід панцирних риб з раннього девону рифу Taemas-Wee Jasper в Австралії з пласким, як у качкодзьоба рилом. Належить до монотипового ряду Brindabellaspida. Спершу, у 1980-х, був ідентифікований як представник ряду Acanthothoraci (досл. «шипастогруді»), родини Weejasperaspididae, через анатомічну схожість з іншими видами, знайденими на цьому рифі.

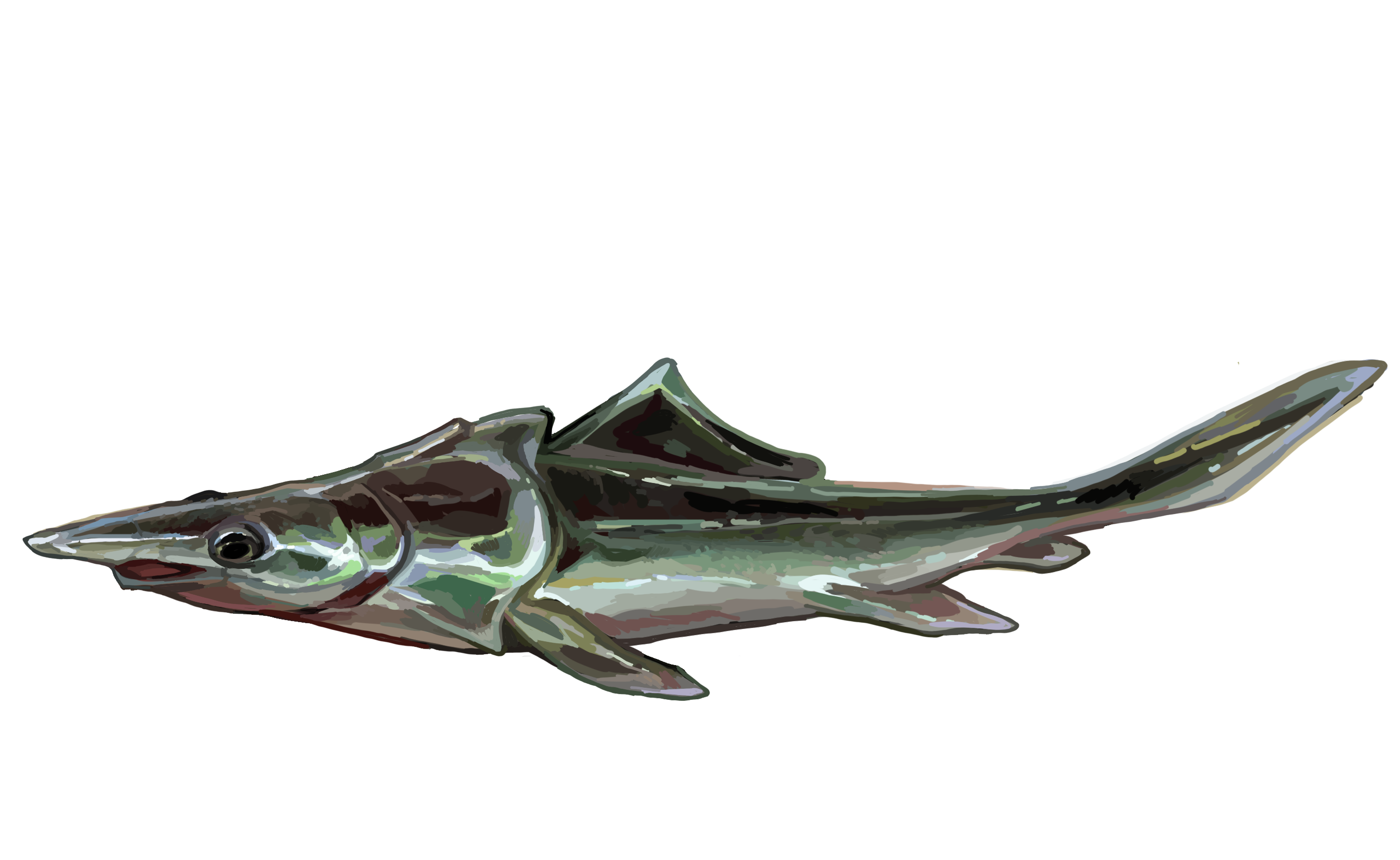
Художня реконструкція B. stensioi

За словами Філіпа Жанв'є (Philippe Janvier), анатомічна схожість мозку і черепної коробки B. stensioi з мозком і черепною коробкою безщелепних риб, таких як остеостраки й галеаспіди, переконливо свідчить про те, що B. stensioi та антиархи, є базальними плакодермами, найбільш близькими до предків панцирних риб.
Нові знахідки свідчать про те, що B. stensioi міг мати еволюційні риси, які пов'язують його морфологію з сучасними або щелепними хребетними кронової групи, попри його подібність до стародавніх безщелепних риб, що свідчить про ненадійність основних гіпотез еволюції плакодерм.  